# 倘俸县
倘俸县，中国元朝县名。
其地在大理国时属于石城郡新丁部。元世祖至元二十四年（1287年）置，治所在今云南省寻甸回族彝族自治县西。属仁德府，在仁德府西部，与中庆路、武定路相邻。次年改为归厚县。 